# FTTC
FTTC (skrót od ang. Fiber To The Curb) − szerokopasmowy system telekomunikacyjny zakładający umieszczenie światłowodu w bezpośrednim otoczeniu domów oraz biur (np. chodniki) w celu użycia ich do zastąpienia kabli telefonicznych starszej generacji. Taka architektura sieci światłowodowej pozwala na zwiększenie szybkości połączeń internetowych. 
Kable światłowodowe są już powszechnie używane do przesyłania sygnałów na dalekie odległości, jednak podłączanie przewodów światłowodowych bezpośrednio do odbiorców jest bardzo drogie, a co za tym idzie przebiega bardzo powoli. Na razie wykorzystywane są inne, mniej kosztowne sposoby przesyłania danych w bezpośrednim sąsiedztwie domów oraz biur takie jak: kable telefoniczne czy połączenia radiowe.
Fiber to the curb jest zatem przykładem sposobu przesyłania sygnału na krótkich dystansach. Inne rodzaje architektury FTTX to np.: FTTB (Fiber To The Building), czyli bezpośrednie połączenie światłowodowe danego budynku z dostawcą łącza; czy FTTN (Fiber to the neighborhood), które odnosi się do instalacji światłowodów w całym sąsiedztwie.